# ライラトルカドル
イスラム教の信仰においてライラトルカドル(アラビア語：لیلة القدر)または力の夜とは、クルアーンが初めて天から世界に授けられた日である。この日、天使ガブリエルによって、クルアーンの最初の節が預言者ムハンマドに授けられたとされている。また、それを記念するイスラム教の祝日でもある。
クルアーンでは、この一夜は1000ヶ月（約83.3年）よりも価値があるとされている。正確な日付は不明だが、多くのハディースではラマダンの最後の10日間のうち、奇数日のうちのいずれかの日の夜がライラトルカドルであるとされている。クルアーンの第97章である「アル・カドル」はこの夜にちなんで名づけられ、この夜の偉大さを説明することを目的としている。

## 名前の由来
カドル(قدر)はアラビア語で、何かの価値や、限界、基準などを意味する。ライラトルカドルの名前の由来にはいくつかの説がある：
- 全ての人の一年の運命が神によって定められるため、アルカドルと呼ばれるようになった[8]。
- この夜は非常に壮大で価値があるため、アルカドルと呼ばれるようになった[9]。

この夜の他の名前としては、ライラトルアザマ(アラビア語： ليلة العظمة（訳：偉大な夜）や、ライラトルシャラフ(アラビア語：ليلة الشرف（訳：名誉の夜）などがある。

## 預言者ムハンマドへの啓示
イスラム教の専門家の中には、クルアーンはムハンマドに二度啓示されたと考える人もいる：
- 西暦610年、最初のライラトルカドルの、ヒラー洞窟での啓示
- その後23年間における、メッカとメディナでの啓示

また、最初に啓示されたスーラは、クルアーンの第96章である「アル・アラク」の最初の7つのアーヤトであったとされる。
ムハンマドはラマダンの最後の10日間、ライラトルカドルを待ち、夜通し断食し祈りを捧げ、性交を控えた。あるハディースで、「ライラトルカドルの間に信仰と報奨を求めて（祈りを）捧げる者は、過去の罪が許される。」(Sahih al-Bukhari 1901)と記されているように、ムハンマドは信徒たちにも同様のことを促した。

## 日付
ライラトルカドルの具体的な日付はクルアーンには記されていない。 ムハンマドは、神が夢の中で正確な日付を伝えたが、仲間にそれを伝えようとしたとき、二人の人が喧嘩しているのを見て、神が日付を忘れさせたと述べている。
イスラム暦においてライラトルカドルは、日没のマグリブから、夜明けのファジュルまで続く。

### スンニ派
スンニ派のイスラム教徒は、ラマダンの最後の10日間のうち、奇数日（21日、23日、25日、27日、29日）のうちのいずれかの日の夜がライラトルカドルである可能性が高いと考えている。一部の学者は、奇数日のうち金曜日の夜がライラトルカドルであると考えている。

### シーア派
シーア派のイスラム教徒も同様に、ラマダンの最後の10日間のうち、奇数日のうちのいずれかの日の夜がライラトルカドルであると考えている。スンニ派と異なる点としては、シーア派はいずれかの日のうち、19日、21日、特に23日が最も重要であると考えている。また、19日はアリーが毒の刃で刺された日であり、21日はそれによって死亡した日である。

シーア派によれば、アリーは、この夜において特別な洞察力と神との親密な関係を有していたとされる。ジャアファル・サーディクは、タフスィール『アル＝ブルハーン』（第4巻487ページ）で次のように述べている。
あるとき、イマーム・アリーがスーラ・アル＝カドルを朗誦しており、そのそばには息子たち、イマーム・ハサン（彼に平安あれ）とイマーム・フサイン（彼に平安あれ）がいました。するとイマーム・フサインが父に尋ねました。「お父さん、どうしてあなたがこのスーラを朗誦するとき、私たちは他とは違う特別な感覚を覚えるのですか？」イマーム・アリー（彼に平安あれ）はこう答えました。「預言者の息子であり、私の息子よ！　私はこの章（スーラ）から、お前たちが今はまだ知らないことを知っているのだ。預言者にこのスーラが啓示されたとき、彼は私に『こちらに来なさい』と呼ばれた。私が行くと、彼はこのスーラを朗誦し、それから私の右の肩に手を置いて言った。『兄弟であり、後継者よ！　私の後のこの共同体の指導者よ！　私の敵と戦う者よ！　このスーラは、私の後はお前のものであり、そしてその後はお前の二人の息子たちのものだ。私の兄弟である天使ジブリールは、ライラトルカドルにおいて、この共同体の一年間の出来事を私に伝えてくれる。そして、私の後はそれをお前に伝えるようになる。このスーラは、常にお前の心と、お前の後継者たちの心に輝きをもたらし続けるであろう。それは、カイム（救世主であるマフディー）が出現する夜明けの時まで続くのだ。』

## 宗教的重要性
イスラム教徒にとって、ライラトルカドルは比類のない重要性を持つ。この夜に行われた礼拝行為の効果は、1000ヶ月間の礼拝の効果よりも大きいと言われている。
敬虔なムスリムは、ラマダンの最後の10日間にイティカーフを実践する。

## シーア派における特別な祈り
ライラトルカドルの際、シーア派はアマールと呼ばれる特別な祈りを行う。アマールでは、夜明けまで徹夜で神を崇拝する。
また、アリーの暗殺はラマダンの最後の10日間に起こったため、シーア派はライラトルカドルでは喪に服す。